# Nanhaipotamon hongkongense
Nanhaipotamon hongkongense is een krabbensoort uit de familie van de Potamidae. De wetenschappelijke naam van de soort is voor het eerst geldig gepubliceerd in 1940 door Shen.